# Robert Voigt
Robert Samuel Voigt (ur. 19 maja 1913 w Kopenhadze, zm. 25 listopada 1988 tamże) – duński zapaśnik walczący w stylu klasycznym. Olimpijczyk z Berlina 1936, gdzie zajął siódme miejsce w wadze koguciej.
Brązowy medalista mistrzostw Europy w 1933; uczestnik zawodów w 1935, 1937 i 1938. Mistrz Danii w latach: 1932, 1993, 1935, 1936, 1938-1943 i 1945.

## Letnie Igrzyska Olimpijskie 1936
| Konkurencja          | Rundy eliminacyjne | Rundy eliminacyjne    | Rundy eliminacyjne    | Rundy eliminacyjne      | Klas. końcowa |
| Konkurencja          | Przeciwnik I       | Przeciwnik II         | Przeciwnik III        | Przeciwnik IV           | Miejsce       |
| -------------------- | ------------------ | --------------------- | --------------------- | ----------------------- | ------------- |
| 56 kg styl klasyczny | Karlo Toth (YUG) Z | Georges Bayle (FRA) Z | Jakob Brendel (GER) P | Väinö Perttunen (FIN) P | 7.            |